# Elizabeth Lail
Elizabeth Dean Lail Manshadi (Condado de Williamson, Texas, 25 de marzo de 1992) es una actriz estadounidense conocida por interpretar el papel recurrente de Anna en la serie de aventuras y fantasía Érase una vez (2014) y protagonizó como Amy Hughes en la serie sobrenatural Dead of Summer (2016). Lail interpretó a Guinevere Beck en la serie de suspenso psicológico You (2018-2019) y a Jenny Banks en la serie dramática de NBC Ordinary Joe (2021-2022). Además, interpretó a Vanessa Shelly en la adaptación cinematográfica de Five Nights at Freddy's (2023).

## Biografía

### Primeros años
Lail nació en el condado de Williamson, Texas, y creció en Asheboro, Carolina del Norte. Se interesó en la actuación a los 14 años, después de desempeñar un pequeño papel en una producción teatral comunitaria de Seven Brides for Seven Brothers. Después de graduarse de Asheboro High School en 2010, asistió a la Escuela de Artes de la Universidad de Carolina del Norte, donde se graduó con un B.F.A. Licenciatura en Arte Dramático en mayo de 2014.

### Carrera
Lail trabajó principalmente en producciones de cortometrajes estudiantiles, como Model Airplane y Without, mientras estaba en la universidad de 2011 a 2014. Se había mudado a la ciudad de Nueva York para trabajar en el escenario cuando consiguió una audición para Érase una vez de ABC, después de lo cual fue elegida como Anna en la cuarta temporada de la serie, estrenada en 2014. Lail fue elegida para un papel protagónico en la serie de terror Freeform Dead of Summer de 2016, interpretando el papel de Amy, la consejera del campamento.
En 2017, Lail fue elegida como Guinevere Beck en la serie de televisión You de Lifetime/Netflix, junto a Penn Badgley y Shay Mitchell. Lanzada en 2018, recibió una nominación a Mejor Actriz en Presentación en Streaming en la 45ª edición de los Premios Saturn. Lail repitió su papel de Guinevere Beck en apariciones especiales tanto en la segunda como en la cuarta temporada de You. Lail protagonizó la película de terror Countdown de 2019.
En marzo de 2021, Lail interpretaría el papel principal de Mack en la película de comedia Mack & Rita junto a Diane Keaton; También se unió al elenco del drama adolescente de HBO Max Gossip Girl, en el papel recurrente de Lola Morgan. El mismo mes, se reveló que Lail se había unido al elenco de la serie dramática de NBC Ordinary Joe.
Lail interpretó a Vanessa Shelly en la adaptación cinematográfica de Five Nights at Freddy's (2023).

## Vida personal
En abril de 2021 se casó con Nieku Manshadi, un dentista.

## Filmografía
| Año       | Título                    | Rol                     | Notas                                                                   |
| --------- | ------------------------- | ----------------------- | ----------------------------------------------------------------------- |
| 2014      | Érase una vez             | Anna                    | Papel recurrente (temporada 4), 10 episodios                            |
| 2016      | Dead of Summer            | Amy Hughes              | Papel principal                                                         |
| 2017      | The Blacklist             | Natalieise Luca         | Episodio: «Natalie Luca»                                                |
| 2018      | The Good Fight            | Israel Lyn Chapin       | Episodio: «Day 478»                                                     |
| 2018      | Unintended                | Lea                     | Película                                                                |
| 2018-2023 | You                       | Guinevere Beck          | Papel principal (temporada 1); invitada (temporada 2 y 4); 12 episodios |
| 2019      | Countdown                 | Quinn Harris            | Papel principal                                                         |
| 2021      | Gossip Girl               | Lola Morgan             | Papel recurrente 5 episodios, serie de TV HBO Max                       |
| 2021-2022 | Ordinary Joe              | Jenny Banks             | Papel principal, 13 episodios                                           |
| 2022      | Mack & Rita               | Mackenzie «Mack» Martin | Película                                                                |
| 2022      | Robot Chicken             | Anna                    | Papel de voz; episodio: "Puede causar diarrea interna"                  |
| 2023      | Gonzo Girl                | Devaney Peltier         | Película                                                                |
| 2023      | Five Nights at Freddy's   | Vanessa Shelly          | Película                                                                |
| 2025      | Five nights at freddy’s 2 | Vanessa shelly          | Película                                                                |